# Fonimagoodhoo
Fonimagoodhoo es una isla situada en el sur del Atolón Maalhosmadulu, en el país insular de Maldivas, y que administrativamente pertenece a la subdivisión Baa. Alberga desde 1998, el Complejo tuístico Reethi Beach Resort, uno de los muchos que hay en ese país asiático.
Fonimagoodhoo posee 600 metros de largo y 200 metros de ancho como máximo. Está compuesta enteramente de arena. Las playas que rodean la isla están totalmente protegidas por un arrecife de coral que se extiende hasta el noreste.